# 雅砻江镇
雅砻江镇，原是麦地龙乡，是中华人民共和国四川省凉山彝族自治州木里藏族自治县下辖的一个乡镇级行政单位。
2019年3月30日，雅砻江镇立尔村发生森林火灾，造成31人遇难，其中有27名消防员。

## 行政区划
2016年，撤销麦地龙乡，设立雅砻江镇，以原麦地龙乡的行政区域为雅砻江镇的行政区域，镇人民政府驻中铺子村。其下辖以下地区：
中铺子村、立尔村、尼波村和里尼村。